# X 52100
Les autorails X 52100 de la SNCF sont des autorails construits par Decauville, commandés par la SNCF et qui constituent une évolution des ZZ P 1 à 9 du PLM (futurs X 52000), premiers autorails diesels-électriques de France. 
Immatriculés dans la série XDC 2101 à 2110, ils sont modifiés et deviennent X 52101 à 52110 en 1952 et font toute leur carrière au dépôt de Grenoble. Ils circulent sur les lignes montagneuses de cette région dont la difficile ligne des Alpes, desservant également Saint-Étienne, Genève ou Marseille. Les derniers d'entre eux sont radiés en 1973 mais un exemplaire est préservé à la Cité du train.

## Historique de la série
Les autorails de la série X 52100 sont une évolution des unités livrées au PLM en 1936-1937 et surnommées « Nez de cochon » en raison de leur capot moteur proéminent.
Les dix engins sont commandés par la SNCF aux établissements Decauville le 31 décembre 1937. La Seconde Guerre mondiale retarde les livraisons qui n'interviennent qu'en 1945 et 1946 sous l'immatriculation XDC 2101 à 2110.

## Description

### Caractéristiques techniques
La principale différence des X 52100 avec leurs devanciers réside dans le positionnement des groupes moteur-génératrice. Ceux-ci ne sont plus fixés longitudinalement sur les bogies mais transversalement à l'extrémité de la caisse et sur son plancher, ce qui permet de se dispenser des longs capots moteurs en avant de la cabine. Cette disposition permet en outre d'utiliser des bogies plus légers, de structure moins complexe. Au début des années 1950, les X 52000 sont reconstruits sur le même modèle.
Les deux moteurs Diesel Saurer délivrent une puissance unitaire de 235 kW (320 ch) conférant à l'autorail une puissance totale de 470 kW (640 ch). Chacun d'eux actionne une génératrice alimentant en courant continu les moteurs de traction Oerlikon, à raison d'un moteur par essieu. L'autorail dispose ainsi de deux chaînes de traction totalement indépendantes pour chacun des deux bogies. La transmission électrique procurent à l'autorail une grande simplicité et une grande souplesse de conduite ; l'adhérence totale se montre très efficace sur des voies pentues et pour le démarrage de lourdes charges.
Les freins à tambour utilisés sur les X 52000 sont abandonnés au profit de freins à sabot, plus efficaces et d'une maintenance plus facile.
D'une longueur totale de 23,200 m, tampons compris, et d'une masse totale en ordre de marche de 41 t, les X 52101 à 52110 sont limités à 110 km/h en service commercial.

### Aménagements intérieurs et livrée
Ils ont une capacité de 65 places réparties dans deux compartiments de première et seconde classe de part et d'autre d'une plateforme d'accès. Ils disposent d'un local à bagages de 1,5 t.
Lorsqu'ils sont livrés à la SNCF ils reçoivent la livrée rouge et le toit crème de la SNCF, puis voient leur toiture peinte en rouge à partir de 1968 lorsque cette nouvelle découpe de peinture est appliquée à presque tout le parc des autorails.

## Carrière et services effectués
Ces autorails peuvent circuler en jumelage avec les X 52000, les X 2400 ou les X 4200, chaque engin conservant son conducteur avec une liaison par signaux optiques et sonores. Leur puissance de ces autorails leur permet de tracter jusqu'à trois remorques unifiées selon le profil de la voie. Ils peuvent également circuler sous le régime de marche à vue en train mixte voyageurs-marchandises avec de un à cinq wagons de marchandises[réf. nécessaire].
Effectuant toute leur carrière au Centre autorails de Grenoble (annexe du dépôt de Grenoble), les X 52100 restent cantonnés aux difficiles lignes montagneuses de cette région, dont la ligne des Alpes, avec quelques incursions en Suisse jusqu'à Genève.
- Grenoble - Lyon-Perrache
- Lyon-Perrache - Saint-Etienne
- Grenoble - Veynes - Saint-Auban - Digne (relation directe créée en juin 1953)
- Valence - Grenoble - Chambéry - Aix-les-Bains - Culoz -
- Genève - Bellegarde - Culoz - Aix-les-Bains - Chambéry - Grenoble - Veynes - Saint-Auban - Digne (en service international) avec la relation "Alpazur" (créée en mai 1959 en jumelage avec des X 4200)
- Grenoble - Veynes - Marseille
- Marseille - Veynes - Gap - Briançon
- Grenoble - Veynes - Gap - Briançon
- Valence - Veynes - Gap - Briançon
- Chambéry - Bourg-Saint-Maurice
- Chambéry - Modane
- Grenoble - Annecy
- Grenoble - Saint-Georges-de-Commiers - Vif

Le XDC 2107 est radié après avoir été gravement endommagé lors d'un accident près de Moirans en 1947. En 1952 les neuf autorails restants sont ré-immatriculés dans la série X 52100, le numéro 52107 restant libre. Dans les années 1960, les prestations des neuf unités sont le plus souvent reprises par des X 2800 et des X 4630. La SNCF décide de ne plus engager de réparations sur ces autorails à partir de 1970, ce qui les condamne à brève échéance et les derniers d'entre eux sont reformés en 1973. Le dernier trajet a lieu le 10 juin entre Grenoble et Vif aller/retour, pour un voyage d'adieu organisé par l'Association des modélistes ferroviaires de Grenoble (AMFG) avec les XABDP 52006 et XABDP 52101 encadrant deux remorques Decauville. L'X 52103 a parcouru environ 3 030 000 km au cours de sa carrière.

## Matériel préservé
Rénové par les Ateliers de Bordeaux, l'autorail X 52103 est préservé à la Cité du train à Mulhouse. Il a été présenté également lors d'une exposition de matériel ferroviaire en gare de Lyon-Perrache en 2009.

## Modélisme
Ces autorails ont été reproduits en HO par les artisans DutDut productions et Apocopa (kits résine à monter et à peindre), par RPI/Sésam Rail (kit laiton/résine  pré-peint à monter), ainsi que par les Éditions Atlas (reproduction statique) dans le cadre de la collection "Michelines et Autorails".